# Martin Miller (Schauspieler, 1899)
Martin Miller (geboren als Johann Rudolph Müller 2. September 1899 in Kremsier, Mähren, Österreich-Ungarn; gestorben 26. August 1969 in Innsbruck) war ein österreichisch-britischer Schauspieler, Regisseur und Kabarettist.

## Leben
Johann Rudolph Müller war ein Sohn von Heinrich Müller und Regina Kulka, über seine Jugend ist nichts bekannt. Sein Schauspieldebüt gab er 1921 am Wiener Raimundtheater. Ab 1923 war er in Łódź engagiert, danach in Reichenberg, dann in Aussig, wo er von 1931 bis 1933 das Stadttheater leitete, danach bis 1935 in Mährisch-Ostrau und 1936 in Straßburg. In Wien trat er in den Kabaretts ABC und Literatur am Naschmarkt auf. Nach dem Anschluss Österreichs hatte er noch im November 1938 ein Engagement beim Jüdischen Kulturbund in Berlin. Nach der Zerschlagung der Rest-Tschechei emigrierte Müller im März 1939 nach Großbritannien, wo er im Laufe der Zeit seinen Namen änderte.
In London gehörte er im Juni 1939 zu den Gründern des Exil-Kabaretts Laterndl, für das er Texte schrieb, Regie führte und in dem er auftrat. Bekannt wurde er für seine Parodien als Hitler und eine Variante des Kometenliedes. Während des Krieges arbeitete er auch für den deutschsprachigen Dienst der BBC. Ab 1942 erhielt er (Neben-)Rollen auf englischen Bühnen. In dem West-End-Dauerbrenner The Mousetrap trat er mehr als eintausend Mal in der Rolle des Mr. Paravicini auf. Miller wirkte in mehr als fünfzig englischen Spielfilmen und Fernsehfilmen mit. Zu den bekannteren Filmen gehören Der rosarote Panther (1963), Augen der Angst (1960) und Exodus (1960). Miller starb in Innsbruck während der Dreharbeiten zu Das vergessene Tal.
Miller war seit 1946 mit der Schauspielerin Hannah Norbert verheiratet, der gemeinsame Sohn ist der Musikproduzent Daniel Miller.

## Filmografie (Auswahl)
- 1944: Hotel Reserve
- 1949: Der dritte Mann (The Third Man)
- 1949: Ich war eine männliche Kriegsbraut (I Was a Male War Bride)
- 1951: Geheimdienst schlägt zu (I’ll Get You for This)
- 1951: Dakapo (Encore)
- 1956: Das Baby auf dem Schlachtschiff (The Baby and the Battleship)
- 1958: Handlanger des Teufels (Mark of the Phoenix)
- 1958: Ein Whisky zuviel (Violent Moment)
- 1959: Das Bittere und das Süße (The Rough and the Smooth)
- 1960: Augen der Angst (Peeping Tom)
- 1960: Exodus
- 1963: 55 Tage in Peking (55 Days at Peking)
- 1963: Hotel International (The V.I.P.s)

## Schriften (Auswahl)
- Der Führer spricht. Eine Hitler-Parodie. Februar 1940, am 1. April 1940 im BBC gesendet. In: Volker Kühn, Deutschlands Erwachen, 1989, S. 259–261
- Kometenlied 1941. Im  Mai 1941 im BBC gesendet. In: Volker Kühn, Deutschlands Erwachen, 1989, S. 250f.